# A Different Scene
A Different Scene è un album di Lou Donaldson, pubblicato dalla Cotillion Records nel 1976. Il disco fu registrato nell'aprile dello stesso anno al Groove Sound Studios di New York.

## Tracce
Lato A
1. You Are My Sunshine – 5:20 (Jimmie Davis, Charles Mitchell)
2. Lovin' You – 3:40 (Minnie Riperton, Richard Rudolph)
3. High Wire – 3:46 (Colin Hay)
4. Night and Day – 5:25 (Cole Porter)

Lato B
1. Temptation – 5:13 (Nacio Herb Brown, Arthur Freed)
2. Here's Lovin' at You – 4:28 (Tony Baxter)
3. For the Love of You – 3:21 (Ronald Isley, Marvin Isley, O'Kelly Isley, Chris Jasper)
4. Keep Your Woman – 4:08 (Tony Baxter)

## Musicisti
- Lou Donaldson - sassofono alto
- Mike Goldberg - cornetta, tromba, pianoforte, arrangiamenti, conduttore musicale
- Larry Etkin - tromba
- John Kelly - trombone
- Robert Corley - sassofono tenore
- Joe Ferguson - sassofono tenore, flauto
- Ricky West - pianoforte elettrico, clavinet, mellotron, arrangiamenti, conduttore musicale
- A.C. Drummer Jr. - chitarra ritmica
- Jacob Hunter - basso elettrico
- Walter Jojo Garth - batteria
- Tony Baxter - voce solista
- Audrinne Ferguson - accompagnamento vocale
- Cissy Houston - accompagnamento vocale
- Eddie Jones - accompagnamento vocale
- Eunice Peterson - accompagnamento vocale
- Kenny Seymour - accompagnamento vocale
- Rennelle Stafford - accompagnamento vocale
- Musicisti non identificati - archi